# Arbejdsret
Arbejdsret eller ansættelsesret er den juridiske disciplin, der beskriver reglerne for virksomheders, medarbejderes og organisationers forhold til hinanden på arbejdsmarkedet.
Retsproblemerne vedrørende forholdet mellem den enkelte lønmodtager og arbejdsgiveren behandles inden for "den individuelle arbejdsret"/"ansættelsesretten"(sprogbrugen er ikke ganske fast). Den kollektive arbejdsret behandler reglerne om de kollektive arbejdsoverenskomster (altså skabelsen og forvaltningen af det retsgrundlag, disse overenskomster udgør), herunder udmøntningen af overenskomsternes regler i de enkelte ansættelsesforhold gennem det kollektive system.

## Ansættelsesretten

### Parterne
For at fastlægge hvilke regler, der finder anvendelse på et givent forhold, må det først undersøges hvilket forhold, der er tale om. Det gøres ved at identificere parterne. Det volder normalt ikke problemer at identificere den ene part, arbejdsgiveren. Alligevel har det i praksis vist sig nødvendigt at udvikle et arbejdsgiverbegreb. Ofte er det ikke svært at konstatere, at modparten modtager en form for vederlag og til gengæld skal udføre et stykke arbejde for arbejdsgiveren. Dog er det ikke altid åbenlyst om modparten er selvstændig eller lønmodtager. Gennem lovgivning og praksis har der udviklet sig et lønmodtagerbegreb.

#### Lønmodtagerbegrebet
Der findes ikke et alment gældende lønmodtagerbegreb, jf. Ole Hasselbalch. Gennem lovgivning og praksis er der dog opstillet nogle forhold, der taler for, at en person er lønmodtager. Den klassiske definition på begrebet findes i ansættelsesbevisloven:
"Som lønmodtagere anses personer, der modtager vederlag for personligt arbejde i tjenesteforhold.", jf. ansættelsesbevisloven, § 1, stk. 2.
Forhold der taler for, at en person er lønmodtager:
- Arbejdsgiveren har mulighed for løbende instruktion, kontrol og korrektioner.
- Personen har rapporteringspligt til arbejdsgiver.
- Personen opnår ingen gevinst ved arbejdets udførelse (ud over lønnen) i modsætning til en selvstændig.
- Personen har intet ansvar for resultatet af arbejdet. Eksempelvis kan et hus være bygget færdigt, men efterfølgende viser det sig at være fyldt med mangler. En selvstændig vil i disse tilfælde bære et ansvar - ikke lønmodtageren.
- Udgifter i forbindelse med arbejdet refunderes og materiel stilles til rådighed af arbejdsgiver.
- Arbejdet skal udføres personligt af den pågældende person. Vedkommende kan ikke betale andre for at udføre sit arbejde.
- Arbejdet er personens hovedbeskæftigelse.
- Arbejdet udføres hos arbejdsgiver.
- I social og erhvervsmæssig henseende kan personen naturligt sidestilles med en almindelig lønmodtager.

#### Arbejdsgiverbegrebet
Ole Hasselbalch definerer begrebet som: 
"Arbejdsgiver er den, der lader lønnet arbejde udføre."
Når en arbejdskontrakt er indgået, er det nemt at konstatere, at den person, der har indgået aftalen (med lønmodtageren), er arbejdsgiver. Der kan dog være tilfælde, hvor der ikke kun er en, men flere mulige personer (juridiske eller fysiske), der kan have indgået aftalen og dermed være part. I dette tilfælde er retspraksis kommet frem til, at den person, lønmodtageren med føje opfatter som part i aftalen, hæfter.
Normalt er arbejdsgiveren den person, der er angivet i ansættelseskontrakten. Imidlertid kan en konsekvens af lovgivningen være, at arbejdsgiveren er en anden. Eksempelvis er arbejdsgiveren i relation til arbejdsmiljøloven den, der er i stand til at sikre reglernes overholdelse.